# Мюллер, Джесси
Джессика Рут "Джесси" Мюллер (англ. Jessica Ruth "Jessie" Mueller, род. 20 февраля 1983) — американская актриса и певица, добившаяся успеха благодаря выступлениям в бродвейских мюзиклах.
Мюллер родилась и выросла в Эванстоне, штат Иллинойс в семье театральных актёров, и в 2005 году окончила Сиракьюсский университет. Она начала свою карьеру на театральной сцене Чикаго и с 2006 по 2011 год сыграла множество ролей в различных постановках, а в 2011 году Chicago Tribune назвал её актёром года. В конце 2011 года она дебютировала на бродвейской сцене с ролью в мюзикле On a Clear Day You Can See Forever, который принес ей Theatre World Award и номинацию на премии «Тони» за лучшую женскую роль второго плана в мюзикле и «Драма Деск». На «Драма Деск» она также номинировалась в 2013 году, за роль в мюзикле «Тайна Эдвина Друда».
Мюллер выиграла премию «Тони» за лучшую женскую роль в мюзикле в 2014 году, за игру Кэрол Кинг в Beautiful: The Carole King Musical, шоу, стартовавшем на Бродвее 12 января 2014 года. В 2016 году она номинировалась на «Тони» за главную роль в мюзикле Waitress.